# Vitaliano
Vitaliano  è un nome proprio di persona italiano maschile.

## Varianti
- Femminili: Vitaliana

### Varianti in altre lingue
- Albanese: Vitalini
- Catalano: Vitalià
- Croato: Vitalijan
- Esperanto: Vitaliano
- Francese: Vitalien
- Greco moderno: Βιταλιανός (Vitalianos)
- Inglese: Vitalian
- Latino: Vitalianus[1][2]
- Olandese: Vitalianus
- Polacco: Witalian
- Portoghese: Vitaliano
- Rumeno: Vitalian
- Russo: Виталиан (Vitalian)
- Serbo: Виталијан (Vitalijan)
- Sloveno: Vitalijan
- Spagnolo: Vitaliano
- Tedesco: Vitalian
- Ucraino: Віталіян (Vitalijan)
- Ungherese: Vitaliánusz

## Origine e diffusione
Dal gentilizio latino Vitalianus, che è probabilmente un patronimico del nome Vitale, quindi avente il significato di "figlio di Vitale", "appartenente a Vitale".

## Onomastico
L'onomastico si festeggia in genere in memoria del santo papa Vitaliano, commemorato il 27 gennaio; si ricordano con questo nome anche san Vitaliano, arcivescovo di Capua, il 16 luglio o il 3 settembre, e san Vitaliano, vescovo di Osimo, anch'egli il 16 luglio.

## Persone

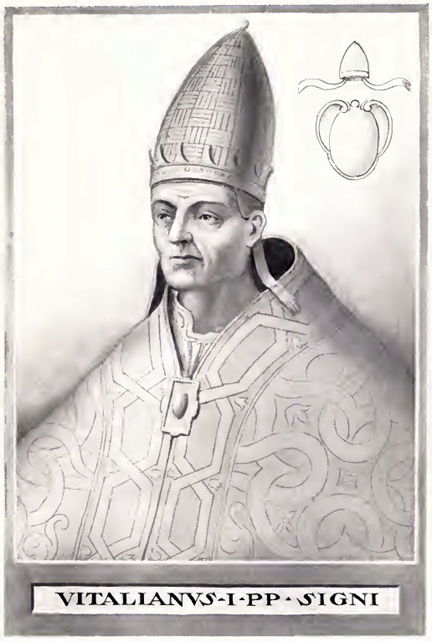
Papa Vitaliano

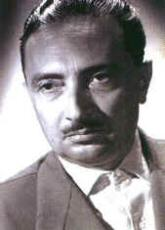
Vitaliano Brancati

- Vitaliano, papa della Chiesa cattolica e santo
- Vitaliano, capo di Goti e console
- Vitaliano da Capua, vescovo e santo italiano
- Vitaliano di Osimo, vescovo e santo italiano
- Vitaliano Borromeo, cardinale e arcivescovo cattolico italiano
- Vitaliano I Borromeo, nobile, banchiere e politico italiano
- Vitaliano VI Borromeo, mecenate italiano
- Vitaliano VIII Borromeo, scienziato italiano
- Vitaliano Brancati, scrittore, sceneggiatore, drammaturgo e saggista italiano
- Vitaliano Caruso, compositore, arrangiatore e produttore discografico italiano
- Vitaliano del Dente, politico italiano
- Vitaliano Della Sala, presbitero italiano
- Vitaliano Donati, medico, archeologo e botanico italiano
- Vitaliano Lugli, ciclista su strada italiano
- Vitaliano Poselli, architetto italiano
- Vitaliano Ravagli, antifascista italiano
- Vitaliano Temellin, calciatore italiano
- Vitaliano Trevisan, scrittore, attore, drammaturgo, regista teatrale, librettista, sceneggiatore e saggista italiano
- Vitaliano Visconti, cardinale e arcivescovo cattolico italiano